# 保罗·斯科特
保罗·斯科特 （1920年3月25日 – 1978年3月1日）是一位英国小说家， 曾於1977年憑藉小說奪得布克奖。
斯科特在第二次世界大战期间被派往印度、缅甸和马来亚。1960年起開始全职写作。1977年，斯科特被诊断出患有大腸癌。 1978年3月1日，斯科特去世。 